# 新潟県道282号佐渡空港線
新潟県道282号佐渡空港線（にいがたけんどう282ごう さどくうこうせん）は、新潟県佐渡市内（佐渡島内）の一般県道。

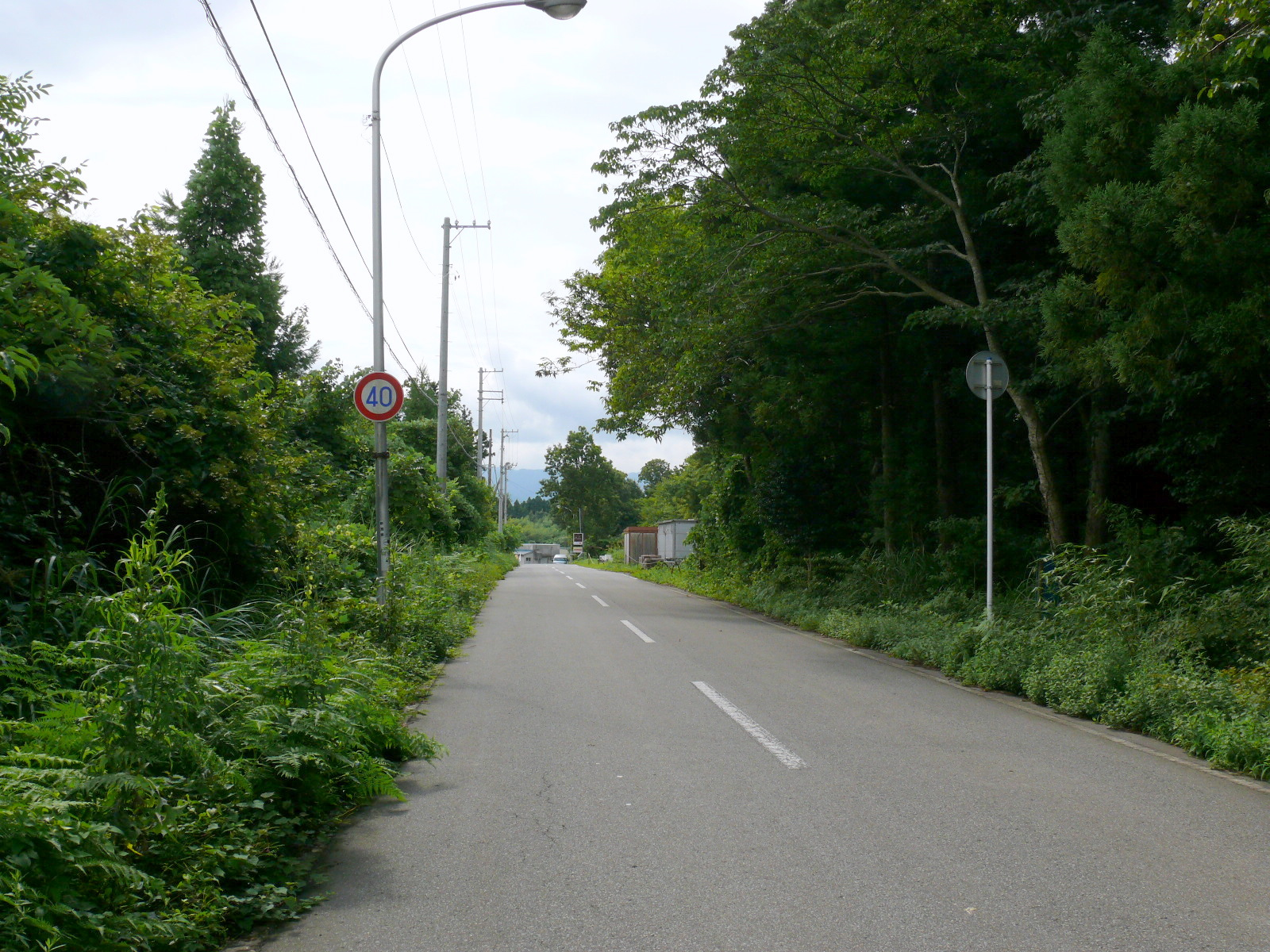
県道282号線の中間地点より空港方面を望む。
（2008年8月29日）

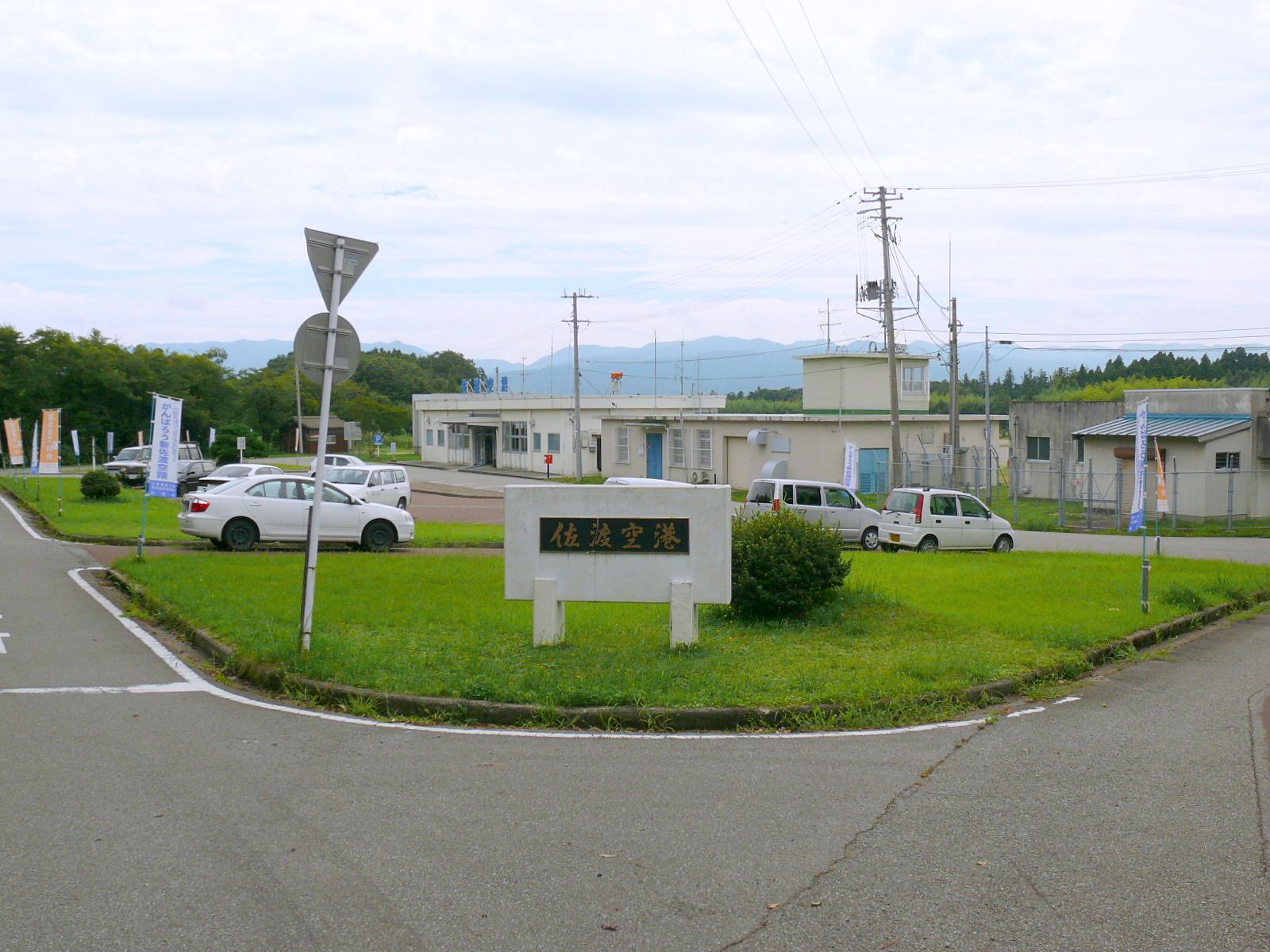
空港前の広場。左端が県道282号線の終端部。
（2008年8月29日）

## 概要
- 陸上距離：
- 起点：佐渡市秋津
- 終点：佐渡市長江
- 重複区間：

佐渡市秋津にある佐渡空港と国道350号を結ぶ道路。

## 通過する自治体
- 新潟県
  - 佐渡市

## 主な接続路線
- 国道350号（佐渡空港入口交差点）